# Hang Postojna
Hang Postojna (tiếng Slovene: Postojnska jama; tiếng Đức: Adelsberger Grotte; tiếng Ý: Grotte di Postumia) là một hang động karst dài 20,57 km gần Postojna, Slovenia. Đây là hệ thống hang động dài nhất quốc gia này và là một trong những địa điểm du lịch hàng đầu của Slovenia.
Hang này được tạo bởi sông Pivka. 

## Lịch sử
Hang động này đã được mô tả lần đầu vào thế kỷ 17 bởi Johann Weichard Valvasor (tiếng Slovene: Janez Vajkard Valvasor), và một khu vực hang động mới đã tình cờ được phát hiện năm 1818 bởi một người địa phương Luka Čeč, khi ông chuẩn bị khu vực hang động đã biết để phục vụ chuyến tham quan của Francis I, hoàng đế đầu tiên của Áo. Năm 1819, các hang động được mở cửa cho công chúng và Čeč tiếp tục trở thành hướng dẫn viên du lịch chính thức cho các hang động. Chiếu sáng bằng điện trong hang được bổ sung vào năm 1884, trước cả Ljubljana, thủ phủ của Carniola, tỉnh Áo-Hung mà hang này lúc đó thuộc về, do đó đã làm hang động này nổi tiếng hơn. Năm 1872, các tuyến đường ray đã được lắp trong hang cùng với tàu hỏa cho khách tham quan. Ban đầu thì các hướng dẫn viên đẩy tàu, sau đó vào đầu thế kỷ 20 thì lắp thêm đầu máy. Năm 1945, đầu máy xe lửa gas được thay bằng đầu máy xe lửa điện. 5,3 km hang được mở cửa cho công chúng, là độ dài hang dài nhất mà công chúng có thể tham quan trong bất kỳ hang động nào trên thế giới.

## Hình ảnh

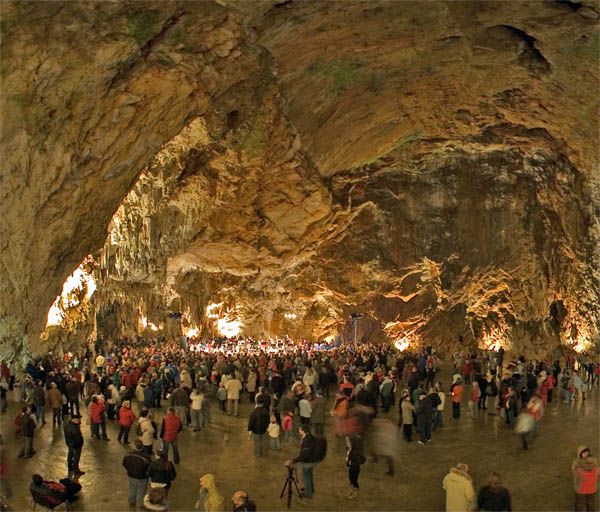
Sảnh hòa nhạc có thể chứa 10.000 khán giả với nhiều sự kiện âm nhạc được tổ chức tại dây.
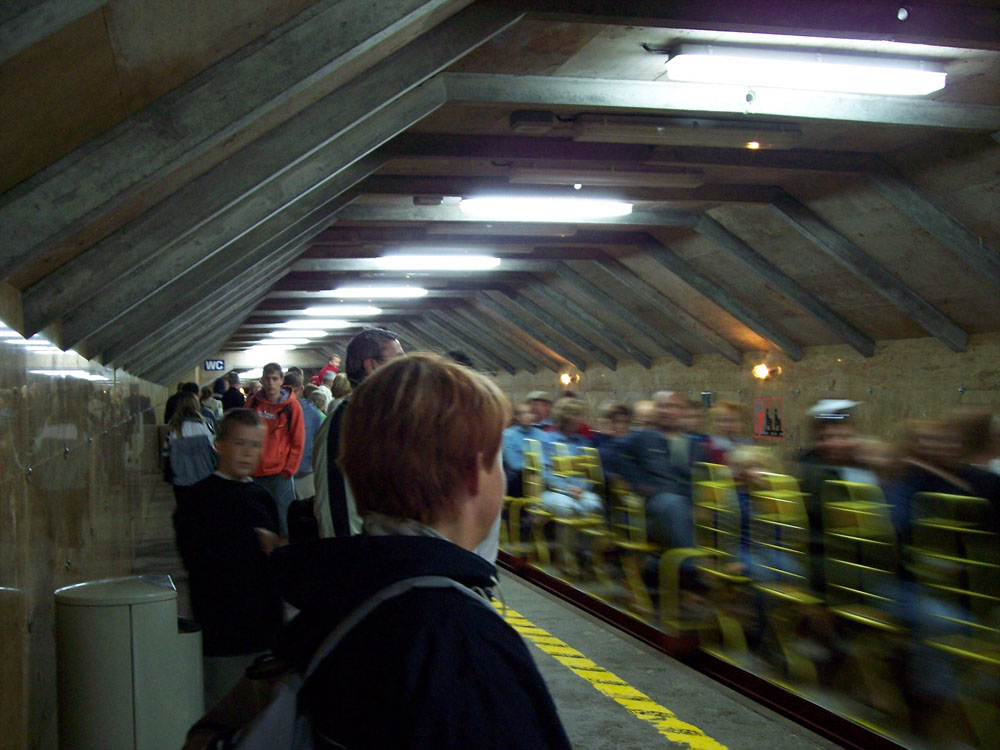
Tàu hỏa trong hang